# Ida Thoresen

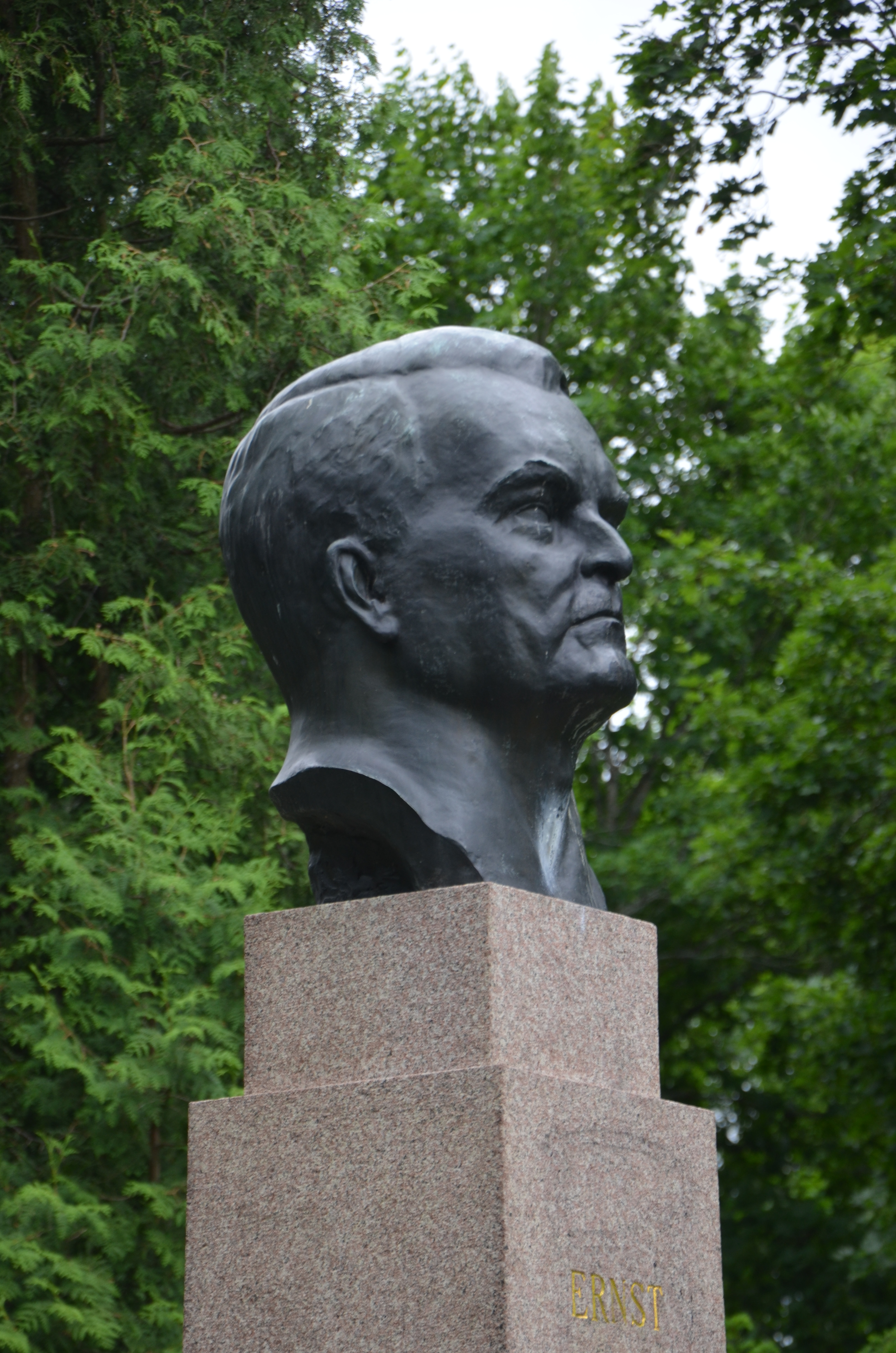
Porträtthuvud av Ernst Westerlund i Enköping

Ida Caroline Thoresen, född 10 augusti 1863 i Göteborg, död 29 oktober 1937 i Stockholm, var en svensk skulptör. 
Hon var dotter till bruksägaren Carl Thoresen och som dotter till en engelsk mamma fick hon tidig internationella kontakter och vistades långa perioder utomlands. Ida Thoresen  utbildade sig i Paris hos Académie Julian och för Jean Antoine Injalbert och Denys Puech vid  Académie Colarossi 1895–1899 och 1903. Hon ställde ut på Parissalongen 1897–1900 där hon belönades med en medalj för ett profethuvud. Hon medverkade i en lång rad utställningar inom- och utomlands bland annat i Föreningen Svenska konstnärinnors utställning på Konstakademin 1911, Baltiska utställningen, Biennalen i Venedig 1926 och Sveriges allmänna konstförenings salonger i Stockholm. Hon hade egen ateljé i Paris och Rom och var en av initiativtagarna till bildandet av  Föreningen Svenska konstnärinnor 1910 där hon var vice ordförande 1924–1927. Under sin Paristid knöt hon en livslång vänskapsförbindelse med Elisabeth Barnekow som hon senare sammanbodde med i en ateljévåning i Stockholm. Tillsammans med Barnekow ställde hon ut på Hallins konsthandel 1910 och 1921. Hon har utom porträttbyster och reliefer modellerat idealfigurer, en staty i mausoleet på Tjolöholm, vidare Faun, Danserskan, Saga och Kristus i trä. Bland hennes offentliga arbeten märks en monumental byst i brons på granitsockel av Ernst Westerlund i Enköping. Thoresen är representerad på Nationalmuseum i Stockholm, Musikhistoriska museet och Svensk-amerikanska museet i Philadelphia

## Offentliga verk i urval
- Porträtthuvud av Ernst Westerlund, brons, 1930, Skolparken i Enköping